# NDV-HXP-S
Vakcína NDV-HXP-S (známá jako ButanVac, ADAPTCOV v Brazílii, COVIVAC ve Vietnamu, HXP-GPOVac v Thajsku a Patria v Mexiku) je kandidátní vakcínou proti nemoci covid-19. Byla vyvinuta týmem vedeným Jasonem McLellanem z Texaské univerzity v Austinu spolu se skupinami z Icahnské školy medicíny na Mount Sinai a americkým Národním ústavem pro alergii a infekční nemoci oddělení výzkumu vakcín. Vakcína je založena na vylepšeném spike proteinu, který je zásadní pro její odolnost a účinnost.
Název NDV-HXP-S pochází z výrazů virus newcastleské choroby, HexaPro a spike proteinu.

## Farmakologie
NDV-HXP-S používá virus newcastleské choroby jako svůj virový vektor nebo inaktivovaný.

## Výroba
Na rozdíl od vakcín, jako je vakcína společnosti Moderna mRNA-1273, vakcína Janssen a vakcína společnosti Pfizer BioNTech tozinameran, které všechny vyžadují jak specializované výrobní závody, tak vzácné nebo drahé ingredience, NDV-HXP-S může být vyrobena pouze s použitím kuřecích vejcí. To je zvláště důležité pro země se středními a nízkými příjmy. Zmiňované stávající vakcíny jsou založeny na 2P spiku, zatímco NDV-HXP-S je stále kultivována stejným procesem, což vede k novému spike proteinu nazvanému HexaPro. Pro srovnání 2P spike obsahuje dva proliny a HexaPro jich má šest. HexaPro je také odolnější vůči teplu a chemikáliím ve srovnání s 2P spikem. Vakcínu lze skladovat při 2–8 °C.

## Historie

### Vývoj
Vývoj vakcíny koordinovala PATH globální zdravotnická organizace oddělení pro přístup k vakcínám a jejich inovacím. Texaská univerzita v Austinu a Icahnská školy medicíny na Mount Sinai uzavřely svobodné licenční smlouvy s laboratořemi a korporacemi v 80 zemích. McLellan poznamenal, že „podíl vakcín, které dosud obdržely ‚země s nízkými a středními příjmy‘, je hrozný“.

### Klinické testy
Od dubna 2021 NDV-HXP-S prochází počátečními klinickými testy na lidech v nejméně čtyřech zemích. Brazilský Butantan Institute oznámil dne 26. března 2021, že bude usilovat o zahájení klinických studií. Mexický Avimex plánuje vytvořit intranazální sprejovou verzi vakcíny. V Thajsku provádí vládní farmaceutická organizace test ve spolupráci s Mahidolskou univerzitou. V narážce na jednoduchost výrobního procesu označil thajský ministr zdravotnictví Anutin Charnvirakul tuto vakcínu jako „vakcínu vyrobenou thajským lidem pro thajské lidi“.